# Косово (песма)
Косово је пародија на хит песму Бич Бојса Kokomo. Произвео га је 1999. радио комичар из Сијетла Боб Риверс. Неколико година касније, 2005. године, песма је постала позната након што су норвешки војници снимили музички спот док су служили као мировне снаге на Косову.

## Сатирична лирика
Према Риверсу, „намера песме била је да се руга мојој земљи због начина на који она малтретира широм света. Идеја је била да се укаже како САД лежерно игра Светску полицију. Песма поприма личност америчке владе, исмевајући чињеницу да гурамо друге около без много бриге.“ 
We'll kick some ass,

and then we'll see how it goes,

and then we really don't know.

Good luck to Kosovo.

## Спот
У мају 2005. група норвешких мировњака на Косову (који себе називају „Shiptare Boys“ ) пародирала је музички спот за „Kokomo“, користећи Риверсову песму са сопственим снимцима са видео камере. У пародији, војници имитирају плесне покрете и сцене из оригиналног музичког спота у пустим ратом захваћеним областима широм Косова. Био је нашироко емитован на Балкану, што је навело норвешког амбасадора да се званично извини. БК ТВ је приметила видео на Риверсовом вебсајту. Оно што је било најпровокативније, након емитовања спота, био је текст: "Штитимо људска права, ваздушни напади и напади ватром. Бацаћемо бомбе где год се српски лоши момци крију". 
Риверс је о музичком споту изјавио: „Песма је украдена и волео бих да постоји начин да је зауставим“. Године 2009. група Вартист (названа по Групи која повезује рат и уметност) резимирала је аферу, рекавши да је Косовски рат почео 1999. године и да је сатирична верзија песме Beach Boys из САД коришћена од стране норвешких војника мировњака како би направили музички видео, што је довело до дипломатских проблема каснијих година.
Последњих неколико секунди ручно рађеног видеа види се како је једног од војника ударио аутомобил, али то је избрисано из многих видео објава. Такође, када су у Србији стављени титлови на песму, грешком су „Милошевић“ заменили именом српског хероја из 14. века, Милоша Обилића. Војници, „Шиптарски момци“, познати и као „Шиптари [албански] дечаци,“ су сви напустили Норвешку војску у време када је истрага обављена, тако да даље акције нису предузете.